# Synemosyna taperae
Synemosyna taperae är en spindelart som först beskrevs av Cândido Firmino de Mello-Leitão 1933.  
Synemosyna taperae ingår i släktet Synemosyna och familjen hoppspindlar. Inga underarter finns listade i Catalogue of Life.